# Expedition 7
L'Expedition 7 è stato il settimo equipaggio della Stazione spaziale internazionale.

## Equipaggio
| Ruolo             | Aprile – Ottobre 2003                  |
| ----------------- | -------------------------------------- |
| Comandante        | Jurij Malenčenko, Roscosmos Terzo volo |
| Ingegnere di volo | Edward Lu, NASA Terzo volo             |

## Parametri della missione
- Massa: 187.016 kg
- Perigeo: 384 km
- Apogeo: 396 km
- Inclinazione: 51,6°
- Periodo: 1 ora e 32 minuti

- Aggancio: 28 aprile 2003, 5:56:20 UTC
- Sgancio: 27 ottobre 2003, 22:17:09 UTC
- Durata attracco: 182 giorni, 16 ore, 20 minuti e 49 secondi